# Der Kongreß tanzt
Der Kongreß tanzt is een Duitse muziekfilm uit 1931 onder regie van Erik Charell.

## Verhaal
In 1815 vindt het Congres van Wenen plaats. De ambitieuze hoedenverkoopster Christel Weinziger tracht in contact te komen met de Russische tsaar Alexander. Haar pogingen lopen echter niet van een leien dakje.

## Rolverdeling
| Acteur             | Personage                   |
| ------------------ | --------------------------- |
| Lilian Harvey      | Christel Weinzinger         |
| Willy Fritsch      | Tsaar Alexander van Rusland |
| Otto Wallburg      | Bibikoff                    |
| Conrad Veidt       | Prins Metternich            |
| Carl-Heinz Schroth | Pepi                        |
| Lil Dagover        | Hertogin                    |
| Alfred Abel        | Koning van Saksen           |
| Adele Sandrock     | Prinses                     |
| Paul Hörbiger      | Zanger                      |
| Julius Falkenstein | Minister van Financiën      |
| Margarete Kupfer   | Gravin                      |